# 今夜も生でさだまさし
『今夜も生でさだまさし』（こんやもなまでさだまさし）は、季節の節目ごと（2010年代からはほぼ毎月）にNHK総合テレビジョンで未明に生放送されているバラエティ番組。さだまさしの冠番組でもある。略称は「生さだ」「こんなま」。
2006年元日から放送開始。2009年4月以降『今夜も生でさだまさし』の通しタイトル（シリーズ名）が用いられるようになった。本稿では、毎年年始の『年の初めはさだまさし』（としのはじめはさだまさし）や、通しタイトルが定められる以前の内容についても記す。
海外向けのNHKワールド・プレミアムでも放送されているが、第34弾までは番組編成の関係上、撮って出し形式による録画での放送（数日遅れ）がほとんどであった。その後、2011年5月1日放送の第35弾以降は日本国内とサイマル放送されるようになった（新春の放送はそれ以前から日本国内と同時放送されている）。2009年の第14弾以降はNHKオンデマンドでも放送後10日間（後に2週間に延長）、インターネットを通じて随時見ることができたが、2013年度からは配信が一旦終了。2025年度から12年ぶりに復活した。2020年3月からはNHKプラスで配信されている。また、2021年4月からはリアルタイム字幕放送を実施している。

## 概要
番組の構成はさだが視聴者から寄せられたはがきを紹介し、1、2曲程度を生演奏（ほとんどの場合、伴奏はさだのギターだけ）で歌う。以下の基本コンセプトを変えずに続けられてきた。
- 徹底した低予算。スーパーインポーズはオープニングの番組タイトル以外には用いず、それ以外はエンドマークも含めてすべて手書きフリップを用いる[注 5]。ただしニュース速報などの速報テロップ（緊急地震速報・地震情報・交通情報・気象警報など）は通常通り表示する。
- 歌は1、2曲程度に留め視聴者からの便りをなるべく多く読む。
- 投稿ははがき限定。封書での投稿は特別な理由がない限り原則的に認められない。FAXやEメールでの投稿募集は特別企画時以外は行っていない[1]。なお、観覧募集については番組ホームページのメールフォームのみで受け付けている。
- スタジオセットは背景代わりにホワイトボードを使用。必要事項は事前に書き込み、NHKの美術スタッフ小針明"画伯"が土地に合わせた絵を描く。

このうち、歌と投稿はさだがかつてパーソナリティを務めていた文化放送の深夜番組『さだまさしのセイ!ヤング』（1981 - 1994年）と同じスタンスである。また、ホワイトボードは初期はすべてさだ自身で書いていた。
このほか、頻繁に番組内で行われる事柄としては、以下のようなものがある。
- 商品名を伏せずに発言する。さだは番組内で「民放の番組はスポンサーの制約があって商品名などを自由に発言できない。むしろNHKの方が（放送法第83条（広告放送禁止規定）を逆手に取り）スポンサーに対する配慮がいらないので自由な発言ができる」旨のコメントをしている。なお、本番組のプロデューサーが2008年元日の放送で「偏りがなければ商品名を使用することは差し支えはない」と述べている（ただし、2009年4月29日の放送で歌われたさだの作詞・作曲によるソフトバンクモバイルのCMソングについては演奏中に犬の鳴き声を入れて歌詞を隠す対応がされた）。
- テレビ情報誌の番組表を使った民放の裏番組への言及。基本的にNHKの関連会社が発行する『ステラ』を用いていたが、『2008年新春生放送』ではさだがエッセイを連載している『TVステーション』の番組表を使用した。
- ホワイトボードに受信料納付のお願いを書き、ことあるごとにそれに触れる[3]。
- お天気カメラからの生中継や前日のスポーツの結果など、生放送であることを強調するための映像や情報を挿入する。
- 地域放送局のアナウンサー・キャスターやさだの実妹である佐田玲子（2009年度まで）による、当該地域のみ（番組によっては全国ネットの場合もあり）で放送される新番組・特別番組の宣伝。
- 信号を守ろうキャンペーン（2008年元日 - ）、および自転車無灯火走行への言及。
- さだが個人的な意見を発言した後に「意見には個人差があります」というフリップが出される（テレビショッピングなどによく見られる「効能には個人差があります」といった注意事項のパロディ）。
  - なお、「意見には個人差があります」というフレーズは、さだがいたく気に入っており、ライブグッズとして「意見には個人差がありますタオル」や、「問題作〜意見には個人差があります〜」という曲もある。
- さだがいわゆる世相を斬るような発言をした際には締めに「世間は許しても、ワシは許さん!」と決め台詞を叫び、『必殺仕事人』のテーマがSEとして流される。また、投稿者の善行をとりあげたハガキを読む際には締めに「世間は許さなくても、ワシが許す!」と決め台詞を叫び、『歓喜の歌』のテーマがSEとして流されるようになった。
- NHKの他番組、あるいは民放とのコラボレーション企画やサイマル放送、過去の回で読まれたハガキに由来する企画（視聴者からの返信・追伸の紹介や2008年「お台場から生放送」[1]2011年「秋の米子はゲゲゲのゲ!」の企画や2019年は当番組のほかにあさイチ・クローズアップ現代+・NHKスペシャル（以上NHK総合）・らじらー!（ラジオ第1）・ラジオ深夜便（ラジオ第1・NHK-FM）との合同で「#あちこちのすずさんプロジェクト」（2020年は当番組のほかにあさイチ・クローズアップ現代+・NHKスペシャル（NHK総合）・BS1スペシャル（BS1）・らじらー!（ラジオ第1）・ラジオ深夜便（ラジオ第1・NHK-FM）、2021年は当番組のほかにあさイチ・クローズアップ現代+（以上NHK総合）・沼にハマってきいてみた・NHK for School（以上NHK Eテレ）・らじらー!（ラジオ第1）・ラジオ深夜便（ラジオ第1・NHK-FM）との合同で実施し、未来へ 17アクションの一環として位置づけられている）企画など）。

## 歴史

### 年の初めはさだまさし（2006 - ）
NHKは2001年8月5日（長崎）と2002年6月5日（宇都宮）に実験的に放送された『さだまさしの見るラジオ・聴くテレビ』を「定番」化することとして、2006年元日（1月1日）未明にシリーズの始まりとなる『新春いきなり生放送!年の初めはさだまさし』を放送した（上記の表の通り、本項ではこの回を『今夜も生でさだまさし』の第1回放送とカウントする）。この日が選ばれた理由は『NHK紅白歌合戦』の常連となっていたさだが紅白からそのままの流れで出演できること、またそれに絡んで紅白明けの歌手を飛び入りゲストに呼べることなどが理由である。
この『新春いきなり生放送!』が関東地区で5%、関西地区で6.2%という、深夜の時間帯にもかかわらず高い視聴率を記録し、反響も大きかったことから年に数回のペースで続編を制作した。次回の放送日は番組内もしくは公式ホームページで発表。放送時期は視聴者が夜ふかしできるような連休が優先されるが、さだのコンサートスケジュールと勘案して決定する。放送時間は深夜で元日放送の回のみ120分、それ以外は90分で放送。
開始当初は正式なシリーズ名などが付けられていなかったが、シリーズ第10弾の『真夜中なのに生放送 桜咲いてもさだまさし』で過去の放送リストを表示した時には「○○もさだまさし」という表記になっていた。また、「さだまさしの深夜にやっているあれ」と呼ばれたことをさだが気に入っていた。
また、2007年から2010年までは、「多滝鱒造の人生レッスン」などのコントコーナーがあった。

### 番組タイトル決定（2009 - ）

#### 土曜時代（ - 2022年3月）
2009年度はほぼ月1回の放送になり、「今夜も生でさだまさし」とタイトルを固定し、ロケ地にちなんだサブタイトルがつくことになった。さだの誕生日でもあった2009年4月10日には「番組タイトル ついに決定!!!」と題したさだによる予告動画が掲載され、そこでタイトル「今夜も生でさだまさし」と告知。レギュラーコーナー「まっさんぽ」を開始。スケッチブックに写真を貼り合わせ、麺類を何か食べるシーンを入れる。2011年度は、地元キャスターやアナウンサーが県の現状について報告する「まさしのふるさと通信」、2012年度にはそれを発展・改題した「まさしのふるさと3分通信」と題したコーナーが行われている。
なお、タイトルを固定するにあたり、最初は「月に一度はさだまさし」というタイトルにしようと思っていたが、放送できない月があるので取りやめたと、さだがタイトル固定の第1回で触れている。
元日放送分は引き続き「年の初めはさだまさし」というタイトルになる。
総合テレビの番組編成で、第5金曜・土曜の翌日未明には当該曜日のレギュラー深夜番組が放送されないため、代替として第5週の週末に放送するようになる。土曜未明（金曜深夜）は0時10分、日曜未明は0時5分から放送。2009年5月から2011年度までの日曜未明は中断してニュースを放送した。このセオリー以外で放送するのは正月以外に4月・11月の回がある。
2010年度より日曜0時05分から放送。『着信御礼!ケータイ大喜利』が月3回放送され、生さだは原則毎月最終週に放送（第1週の場合もある）。ただし、1月に関しては今まで通り元日の放送、8月に関しては最終ではなく『24時間テレビ 「愛は地球を救う」』（日本テレビ系列）の真裏に当たる第4土曜に放送されることも多かった。
2018年度より日曜0時台（土曜深夜）が週替わり枠となる（他の3週は『シブヤノオト』『テンゴちゃん』『おやすみ日本 眠いいね!』）。
2019年度より『シブヤノオト』の毎週放送化に伴い放送開始を30分繰り下げ日曜0時35分の放送となる。
2020年よりしばらくは、新型コロナウイルスへの感染対策をとった放送を実施、観客を入れずに放送する場合もあった。この当時の演出の工夫として、ホワイトボードの絵を3枚作成し、距離を取って座った3人を3台のカメラで撮影して合成し、通常放送と同じ様な座り方に見せた（机上の小道具や住吉のパソコンなどもワイプで切れないように置き方が配慮された）。その期間中の2021年1月1日放送分ではさだが番組史上初めて遅刻をし、番組開始時はクマのぬいぐるみが定位置に置かれる事態となった。
2021年度からは放送開始を45分繰り上げ、土曜23:50 - 翌1:20の放送となったほか、リアルタイム字幕放送を開始した。

#### 金曜時代（2022年4月 - ）
2022年度より放送曜日を土曜から金曜へ移動。2022年4月29日放送の栃木県宇都宮市から金曜深夜の放送となった（23:45 - 30日1:15）。当初、新年度は金曜と土曜を跨いで放送（金曜23:45 - 土曜1:15）する構想だったが、昨今のウクライナ情勢により、BS1の『国際報道2022』が追加編成され23:45 - 翌0:25に放送されている関係で、実際には40分遅れで土曜日未明の放送（0:25 - 1:55）が基本化している（これにより全編土曜日放送となる）。このため、金曜を起点に放送される回はごく稀である。
なお、2022年8月26日放送の神奈川県横浜市の回では前述の宇都宮以来4か月ぶり、2度目の金曜開始の放送が実現した。
『国際報道2023』の23時台の暫定編成は2023年3月で終了し、4月からは原則として本来の最終金曜日23:45ｰ（土曜）1:15の枠を基本にして生放送されることになった。通常週は同年度から23:45ｰ（土曜）0:45に、月-木曜22:45-23:00に生放送されている『夜ドラ』の1週間（全4話）の再放送が行われているが、当番組が放送される日は、まず当番組を放送し、それが終了し次第1時間『夜ドラ』を放送する。なお、国会開会期間中で昼間帯に随時放送されている国会中継の未放送部分が発生した場合は23:45（『時論公論』の放送後）以降に急遽編成されるため、繰り下げになる場合がある。
なお金曜日に移動後も、平年の12月放送分は年明け1月1日の『ゆく年くる年』の終了後（放送上の日付は12月31日深夜扱い）、また3月については必ずしも最終金曜日にこだわらず週末に3時間前後の時間を取って放送されている。
2024年3月18日には、同月16日 - 20日に開催された「超体験NHKフェスinSHIBUYA」のイベントの一つとして、メタバースでの公開収録を実施。『今夜はメタでさだまさし 〜アバタに会えて メタめちゃよかった〜』と題し、メタバース内にNHKホールを再現した上で、さだ・井上・住吉の3名と観覧者がアバターの姿で通常と同様の内容で収録を行ったほか、YouTubeにてライブ配信が行われた。また収録の一部と舞台裏の模様は、2024年3月31日（日曜日） 23:00 - 23:30に総合テレビにて『今夜はメタでさだまさし〜アバターまさしがメタバースをやってみた〜』として放送された。

## 出演者
キャスター（メインパーソナリティ）
- さだまさし

スタッフ
- 井上知幸[1]（構成作家兼アシスタント） - 冒頭のフリップボードには「放送作家」と表記されている。
- 住吉昇（音響効果）

その他の出演者、ゲスト
- 佐田玲子（さだの妹。2009年度まではほぼ毎回出演、番組宣伝担当など）
- チキンガーリックステーキ（ジングルも担当）
- 石川鷹彦（アコースティックギター奏者）
- 倉田信雄（ピアノ伴奏）
- 小野文惠（NHKアナウンサー、東京・広島からの放送回にはほぼ毎回登場するほか、元日の放送回[注 10]には2016年を除き登場している。また、福山から放送した時にも里帰りして観客席にいるところを紹介された。2022年4月の広島放送局への異動後も出演）
- 戸張捷（ゴルフキャスター、ほぼ毎年元日の放送回に登場）
- 寺島尚正（元文化放送アナウンサー[注 11]、元日の放送回にたまに登場。文化放送で毎年さだまさしカウントダウンスペシャルを生放送する関係で会場に来ている）
- 泉谷しげる（ミュージシャン・俳優。さだとも親交が深く、2020年にはさだと一緒に司会をした特番『泉谷・さだの"ふんばれニッポン!"』[14][15]を放送したこともある。2020年・2022年の元日回など複数ゲスト出演）
- 前川清（歌手、さだと同郷の長崎県出身。2020年の東京・長崎の回などにゲスト出演）
- ももいろクローバーZ（アイドルグループ、さだとは『ももいろ歌合戦』等で数多く共演していることから、毎年元日の放送後半には同イベントを終えた後に必ずゲスト出演している）

ほか

## 使用音楽
- オープニング
  - さだまさし「天文学者になればよかった」（1978年のアルバム『私花集』収録）のインストゥルメンタル版（ - 2009年2月）
  - さだまさし「春爛漫」（年の初めはさだまさしの時に使用。2004年のアルバム『恋文』収録）
  - さだまさし「がんばらんばMottto」（2009年4月 - 2011年5月、2016年4月。2009年のアルバム『美しい朝』収録）
  - さだまさし「桜の樹の下で」（2011年6月 - 2012年5月。2011年のアルバム『Sada City』収録）
  - さだまさし「もう来る頃…」（2012年6月 - 。2012年の同名タイトル・アルバム『もう来る頃…』収録）
  - さだまさし「道化師のソネット」（2013年11月）
  - さだまさし「君は歌うことが出来る」（2014年8月 - 2015年5月。2014年のアルバム『第二楽章』収録）
  - さだまさし「問題作〜意見には個人差があります〜」（2015年6月 - 2017年8月。2015年のアルバム『風の軌跡』収録）
  - さだまさし「指定券」（2016年6月。1976年のアルバム『帰去来』収録）
  - さだまさし「たくさんのしあわせ」（2017年9月 - 2018年5月。2017年のアルバム『惠百福』収録）
  - さだまさし「パスワード シンドローム」（2018年6月 - 2019年4月。2018年のアルバム『Reborn〜生まれたてのさだまさし〜』収録）
  - さだまさし「デイジー」（2019年5月 - 。2019年のセルフカバーアルバム『新自分風土記Ⅰ〜望郷篇〜』収録）
  - さだまさし「あなたが好きです」（2021年4月〜。2021年のセルフカバーアルバム『さだ丼（新自分風土記Ⅲ）』収録）
- エンディング
  - さだまさし「純のテーマ（チェロ・バージョン）」（2004年のサウンドトラックアルバム『北の国から オリジナル・スコア・ヴァージョン 完全盤』収録）

## 関連書籍
番組の公式本が2冊刊行されている。「今夜も生でさだまさし」のタイトルとなった2009年4月の長野の回以降の放送内容について、視聴者からのハガキ（活字に書き起こしたものではなく、ハガキそのものの複写）と、それに対するさだのコメントなどで構成されている。NHK出版のWEBサイトまたは電話による通信販売でのみ扱っており、一般の書店等での流通はない（このためISBNコードが存在しない）。参考文献の項を参照。

### 注記
1. ↑  開始当初は音楽番組の位置付けであった。
2. ↑  番組公式サイトには「番組公式生さだ本詳細はこちら!」「生さだ放送日をメールでお知らせ!」と書かれている。
3. ↑  『こんにゃ ぐんまで くにさだまさし』の際のはがきに由来する。
4. ↑  『今夜も生でさだまさし』の放送時間はNHKプラスのサービス開始当初、同サービスの配信休止時間であり、同時配信は行っていなかった。見逃し配信については同時配信の時間外である深夜から早朝帯に総合テレビやEテレで放送した番組も対象となるため、見逃し配信番組の一つとして番組終了後に配信されている[2]。なお、2020年9月27日放送回より同時生配信を実施している。
5. ↑  『ためしてガッテン』や『MUSIC JAPAN』などで使用したフリップボードを横長にカットし、裏の白地部分を使用している。なお、各フリップは後述の「意見には･･･」含め代えがなく、2017年11月の放送では展示してたものを拝借するなど対応しなければならなかった。
6. ↑  『広島から生放送』の際のはがきに由来する。
7. ↑  当日の放送内でも同番組を意識した発言をしたり、さだ・井上・住吉の3人で「サライ」を歌う場面もあった。
8. ↑  後の『よなよなラボ』。
9. ↑  BS1より1時間45分遅れ。また翌日未明4:20 - 5:00に再放送あり。
10. ↑  2021年の放送は、さだが番組に遅刻したため、さだが到着するまでの繋ぎで出演した。
11. ↑  2018年9月限りで文化放送を定年退職。